# Provinz Yauli
Die Provinz Yauli liegt im äußersten Westen der Verwaltungsregion Junín in Zentral-Peru. Sie hat eine Fläche von 3617 km². Hauptstadt der Provinz ist La Oroya.

## Geographische Lage
Die Provinz Yauli liegt an der Ostflanke der Westkordillere, 110 km ostnordöstlich von Lima. Sie erstreckt sich über das westliche Einzugsgebiet des Oberlaufs des Río Mantaro. Dessen Nebenfluss Río Yauli durchfließt den zentralen Teil der Provinz. Die Provinz Yauli grenzt im Norden an die Region Pasco und die Provinz Junín, im Osten an die Provinz Tarma, im Süden an die Provinz Jauja und im Westen an die Region Lima.

## Bevölkerung
Die Einwohnerzahl der Provinz Yauli betrug im Jahr 1993 noch 65.229. Im Jahr 2007 waren es noch 49.838, im Jahr 2017 40.390.

## Verwaltungsgliederung
Die Provinz Yauli besteht aus 10 Distrikten. Der Distrikt La Oroya ist Sitz der Provinzverwaltung.
| Distrikt                     | Verwaltungssitz              |
| ---------------------------- | ---------------------------- |
| Chacapalpa                   | Chacapalpa                   |
| Huay-Huay                    | Huay-Huay                    |
| La Oroya                     | La Oroya                     |
| Marcapomacocha               | Marcapomacocha               |
| Morococha                    | Nueva Morococha              |
| Paccha                       | Paccha                       |
| Santa Bárbara de Carhuacayán | Santa Bárbara de Carhuacayán |
| Santa Rosa de Sacco          | Santa Rosa de Sacco          |
| Suitucancha                  | Suitucancha                  |
| Yauli                        | Yauli                        |